# Windows (klawisz)

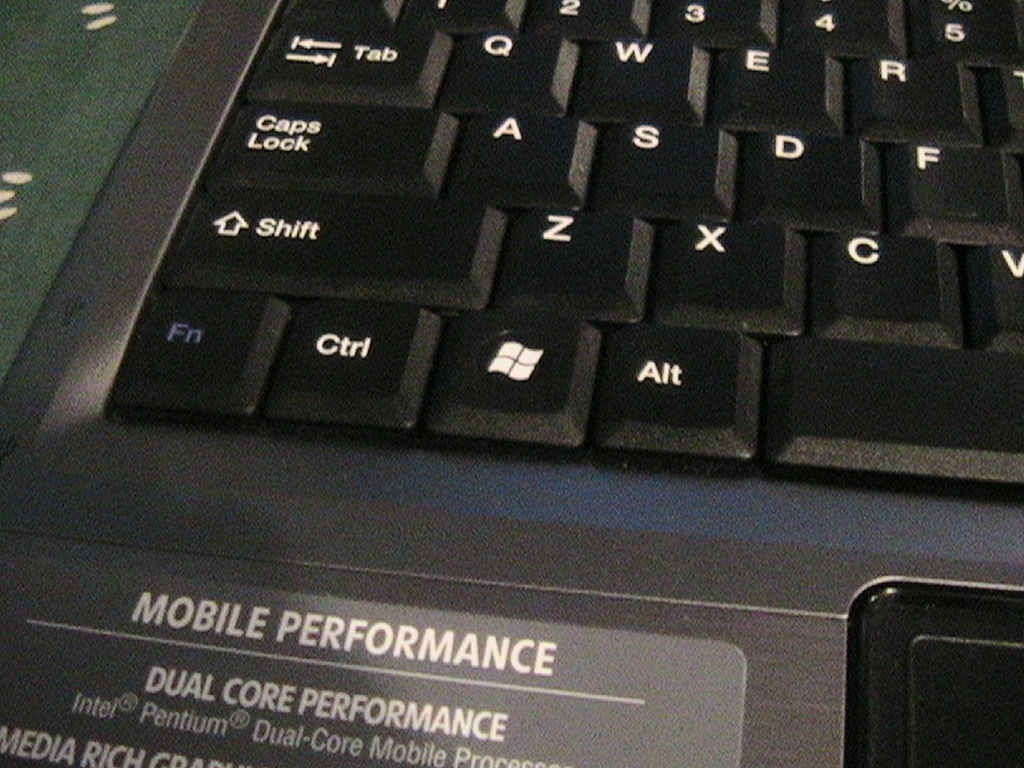
Klawisz na klawiaturze notebooka

Klawisz Windows, WinKey, Win, Start, Super – klawisz na klawiaturze komputerowej, umieszczany najczęściej pomiędzy lewym klawiszem Control a lewym klawiszem Alt. W systemie Microsoft Windows standardowo odpowiada za wyświetlenie menu Start. W niektórych klawiaturach jest też drugi klawisz ⊞ Windows – między prawym klawiszem Alt, czyli AltGr a klawiszem ≣ Menu.
Klawisz ⊞ Windows został po raz pierwszy wprowadzony dla systemu Windows 95. Zmieniono wówczas ówczesny 101-klawiszowy układ na używany do dziś układ ze 104 klawiszami (jednocześnie wprowadzono klawisz ≣ Menu).
Najpopularniejszy dziś 104-klawiszowy układ klawiatury nie jest pierwszym, który posiada dodatkowe klawisze przystosowane do danego systemu operacyjnego. Z wcześniejszych przypadków można wymienić: 8-bitowe komputery Commodore z klawiszem „Commodore”, klawiatura Apple Macintosh z klawiszem „⌘ Command”, dwa klawisze „Amiga” na klawiaturze komputera o tej nazwie i klawiaturę X Window zaprojektowaną przez Keitha Packarda, zawierającą klawisz „X”.

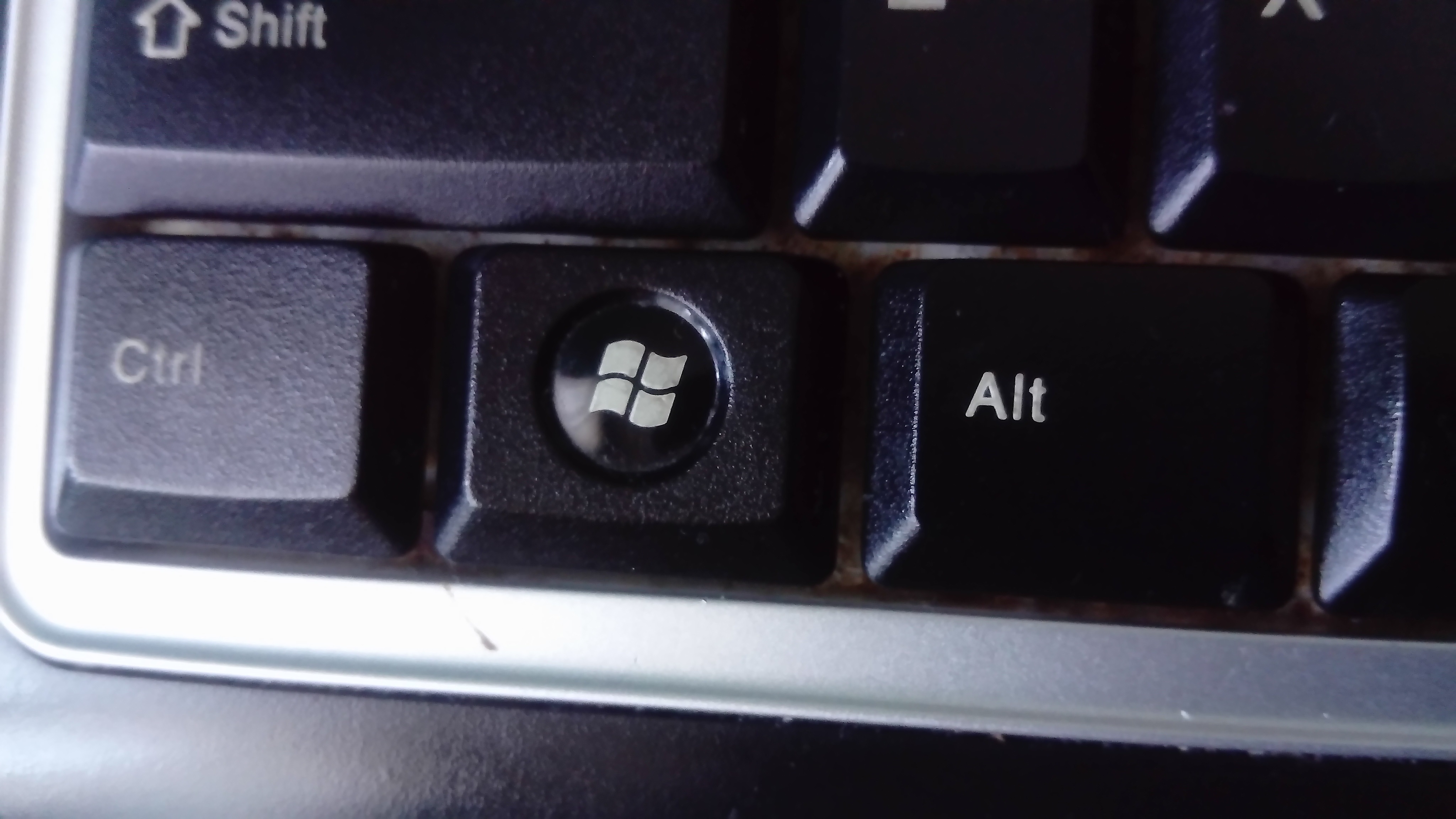
Klawisz na klawiaturze USB

Znak graficzny zmieniał się przez lata, praktycznie od wydania systemu Windows 95 aż po Windows 8. Przykłady:
- – wersja wprowadzona wraz z wydaniem systemu Windows 8
- – wersja wprowadzona wraz z wydaniem systemu Windows XP
- – wersja wprowadzona wraz z wydaniem systemu Windows 95

## Zastosowanie w systemie Windows
W wypadku standardowej powłoki systemowej, naciśnięcie samego klawisza ⊞ Windows otwiera Menu Start (w systemie Vista, ustawiając zaznaczenie w polu szybkiego wyszukiwania), natomiast w systemie Windows 8 otwiera ekran Start.
Naciśnięcie klawisza w kombinacji z innym klawiszem pozwala na wywołanie wielu często używanych poleceń. To, jakie skróty są w danej chwili dostępne, zależy od wielu czynników, między innymi: opcji dostępu, typu sesji (zwykła lub Usługi Terminalowe), wersji systemu, obecności specyficznego oprogramowania, takiego jak IntelliType.

## Zastosowanie w innych systemach operacyjnych
Klawisz ⊞ Windows może być używany także pod kontrolą innych systemów operacyjnych. Pod Uniksem i systemami uniksopodobnymi często jest używany jako klawisz Meta lub klawisz Compose.
Wspierają go środowiska graficzne takie jak KDE czy GNOME choć może być konieczna jego konfiguracja po instalacji. Wolne systemy operacyjne często nazywają ten klawisz „Super”.
OS X używa klawisza ⊞ Windows jako zastępstwa dla klawisza ⌘ Command, jeżeli używana jest klawiatura firmy trzeciej, która nie zawiera klawisza firmy Apple. To czasami prowadzi do problemów z ułożeniem klawiszy dla użytkowników przyzwyczajonych do klawiatury Apple’a, ponieważ klawisz ⌘ Command jest zwykle umieszczany tam, gdzie w większości klawiatur znajduje się klawisz Alt (obok spacji).
Przy używaniu konsoli Xbox 360 naciśnięcie klawisza ⊞ Windows ma te same skutki, co naciśnięcie klawisza Guide na kontrolerze konsoli.
Po podłączeniu klawiatury USB do konsoli PlayStation 3 naciśnięcie klawisza ⊞ Windows daje ten sam efekt, co naciśnięcie przycisku PS na kontrolerze konsoli.